# Ioannis Andreou
Ioannis Andreou (griechisch Ιωάννης Ανδρέου) war ein griechischer Schwimmer, der im 1200-Meter-Freistilschwimmen bei den Olympischen Sommerspielen 1896 mit einer Zeit von 21:03,4 Minuten die Silbermedaille gewann.